# Cryptopalpus nigricornis
Cryptopalpus nigricornis är en tvåvingeart som först beskrevs av Townsend 1914.  Cryptopalpus nigricornis ingår i släktet Cryptopalpus och familjen parasitflugor.
Artens utbredningsområde är Peru. Inga underarter finns listade i Catalogue of Life.